# 日本のクリスチャン有名人一覧
日本のクリスチャン有名人一覧（にほんのくりすちゃんゆうめいじんいちらん）は、日本の宗教家（牧師、宣教師、伝道師、祭司、主教、司祭などをはじめとした教役者）以外の、明治時代以降の一般のキリスト教徒（カトリック教会、プロテスタント、正教会、東方諸教会など）の五十音に従った人名一覧である。
歴史的に見て、日本は国民の大部分が非キリスト教の国であり、その結果、今日ではクリスチャンは日本の人口のごく一部 （総人口の約1.5%） を占めており、支配的な宗教は仏教と神道である。
明治時代以前は、「日本のキリシタン一覧」を参照。また、プロテスタント系の宗教家は「日本のプロテスタント人名一覧」、また、一般の宗教を含めた宗教家は「日本の宗教家一覧」を参照。

## 一覧

### あ
- 青田昇（あおた のぼる、1924年 - 1997年、カトリック、元プロ野球選手・監督）
- アグネス・チャン（あぐねす ちゃん、1955年 - 、カトリック、初代日本ユニセフ大使、教育学博士）
- 朝香宮鳩彦王（あさかのみや やすひこおう、1887年 - 1981年、カトリック、1951年洗礼、皇族・軍人、明治天皇八女・允子内親王の夫）
- 麻生太賀吉（あそう たかきち、1911年 - 1980年、カトリック、実業家・政治家）[2]
- 麻生太郎（あそう たろう、1940年 - 、カトリック、第92代内閣総理大臣、第23代自由民主党総裁）[2]
- 安部磯雄（あべ いそお、1865年 - 1949年、プロテスタント、政治家、社会主義者）
- 鮎澤巌（あゆさわ いわお、1894年 - 1972年、クエーカー、国際労働機関駐日事務所代表）[3][4]
- 有吉佐和子（ありよし さわこ、1931年 - 1984年、カトリック、作家）[5]
- アレックス・ラミレス（1974年 - 、カトリック、元プロ野球選手、日本に帰化）
- 石井四郎（いしい しろう、1892年 - 1959年、医師・陸軍軍人、日中戦争および太平洋戦争中、日本軍の防疫活動に貢献。「石井式濾過器」の考案者）
- 石破茂（いしば しげる、1957年 - 、プロテスタント、日本基督教団鳥取教会にて洗礼、第102代内閣総理大臣、第28代自由民主党総裁）[6]
- 市川森一（いちかわ しんいち、1941年 - 2011年、プロテスタント、脚本家）[7]
- 伊東里き（いとう りき、1865年 - 1950年、アメリカで日本人初の助産師となる）[8]
- 井上ひさし（いのうえ ひさし、1934年 - 2010年、カトリック、作家）[9]
- 井上芳雄（いのうえ よしお、1979年 - 、プロテスタント、俳優）
- 井深大（いぶか まさる、1908年 - 1997年、プロテスタント、盛田昭夫と共にソニー創業者、日本基督教団富士見町教会で受洗）
- 井深八重（いぶか やえ、1897年 - 1989年、カトリック、らい病患者に仕えた看護婦）
- 今泉力哉（いまいずみ りきや、1981年 - 、映画監督）[10]
- 今仲幸雄（いまなか ゆきお、1949年 -、バリトン歌手、音楽伝道者）
- 今西祐行（いまにし すけゆき、1923年 - 2004年、児童文学作家、大久保同胞教会（現日本基督教団新宿西教会）で受洗）
- ウィリアム・メレル・ヴォーリズ（うぃりあむ めれる ぼーりず、1880-1964、プロテスタント、建築家、近江兄弟社創業者、プロテスタント宣教師、米国より帰化）[11]
- 浮田和民（うきた かずたみ、1860年 - 1946年、プロテスタント、政治学者）
- 宇佐美毅（うさみ たけし、1903年 - 1991年、官僚、第2代宮内庁次長、第2代宮内庁長官）
- 鵜澤總明（うざわ ふさあき、1872年 - 1955年、プロテスタント、政治家、弁護士、明治大学総長）
- 内井昭蔵（うちい しょうぞう、1933年 - 2002年、正教徒、建築家・工学博士）
- 瓜生繁子（うりう しげこ、1861年 - 1928年、プロテスタント、日本最初の女子留学生の一人、西洋音楽の分野で大学教育を受けた最初の日本人、日本最初のピアニスト、東京音楽学校教授、女子高等師範学校教授）
- 瓜生外吉（うりう そときち、1857年 - 1937年、プロテスタント、東京第一長老教会、大日本帝国海軍大将、アナポリス海軍兵学校1881年次卒業）
- 遠藤周作（えんどう しゅうさく、1923年 - 1996年、作家、カトリック、カトリック夙川教会で受洗）[12]
- 遠藤良太（えんどう りょうた、1984年 - 、プロテスタント、衆議院議員）
- 大井憲太郎（おおい けんたろう、1843年 - 1922年、正教徒、自由民権運動家・社会運動家・衆議院議員）
- 大塚久雄（おおつか ひさお、1907年 - 1996年、プロテスタント、経済学者・歴史学者、大塚史学の創始者、文化勲章受章者）
- 大原さやか （おおはら さやか、1975年 - 、カトリック、声優、ナレーター）
- 大原富枝（おおはら とみえ、1912年 - 2000年、カトリック、作家）[13]
- 大原孫三郎（おおはら まごさぶろう、1880年 - 1943年、実業家）
- 大平透（おおひら とおる、1929年 - 2016年、プロテスタント、声優）[14]
- 大平正芳（おおひら まさよし、1910年 - 1980年、プロテスタント、日本基督教会観音寺教会にて1929年洗礼、第68・69代内閣総理大臣、第9代自由民主党総裁）[15]
- 大山捨松（おおやま すてまつ、1860年 - 1919年、プロテスタント、華族、教育者、日本最初の女子留学生の一人、大学を卒業して学士号を得た最初の日本人女性）
- 大和田伸也（おおわだ しんや、1947年 - 、カトリック、洗礼名は「ヨゼフ」、俳優）
- 拝真之介 （おがみ しんのすけ、1986年 - 、声優）
- 岡本信彦 （おかもと のぶひこ、1986年 - 、声優）
- 岡本依子（おかもと よりこ、1971年 - 、プロテスタント、2000年シドニーオリンピック・テコンドー銅メダリスト）
- 小笠原貞子（おがさわら さだこ、1920年 - 1995年、プロテスタント、政治家、参議院議員、日本共産党副委員長）
- 緒方貞子（おがた さだこ、1927年 - 2019年、カトリック、政治学者・国際連合難民高等弁務官）[16]
- 小倉昌男（おぐらまさお、1924年 - 2005年、カトリック、元救世軍、実業家、「クロネコヤマトの宅急便」の生みの親）
- 尾崎行雄（おざきゆきお、1858 - 1954、東京市長、衆議院名誉議員）
- 小野徳三郎（おの とくさぶろう、1882年 - 1956年、海軍中将、青山学院院長）
- 小野ヤスシ（おの やすし、1940年 - 2012年、タレント、聖公会、洗礼名はバルトロマイ）

### か
- 海江田万里（かいえだ ばんり、1949年 - 、衆議院議員、衆議院副議長、元経済産業大臣、元民主党代表、旧立憲民主党最高顧問、立憲民主党常任顧問）
- 加賀乙彦（かが おとひこ、1929年 - 、カトリック、作家・精神科医）[17]
- 賀川豊彦（かがわ とよひこ、1888年 - 1960年、貧民救済の社会運動で世界的に知られる、「貧民窟の聖者」と呼ばれた）
- 鹿島田真希（かしまだ まき、1976年 - 、正教徒、小説家）
- 片岡健吉（かたおか けんきち、1844年 - 1903年、プロテスタント、自由民権運動家、衆議院議長）
- 片山潜（かたやま せん、1859年 - 1933年、労働運動指導者・思想家）[18]
- 片山哲（かたやま てつ、1887年 - 1978年、政治家、第46代内閣総理大臣）
- 加藤友朗（かとう ともあき、1963年 - 、カトリック、外科医）
- 加藤一二三（かとう ひふみ、1940年 - 、カトリック、将棋元名人）
- 金山良雄（かなやま よしお、1933年 - 、ムラサキスポーツ会長、JTJ宣教神学校理事長）
- 金子道仁（かねこ みちひと、1970年 - 、プロテスタント、牧師、元外交官、参議院議員）
- 川平慈英（かびら じえい、1962年 - 、プロテスタント、南部バプテスト連盟、東京バプテスト教会所属、俳優、タレント、スポーツキャスター）
- かまやつひろし（1939年 - 2017年、プロテスタント、ミュージシャン）
- 上川陽子（かみかわようこ、1953年 - 、カトリック、衆議院議員、元法務大臣、元内閣府特命担当大臣）
- 川上とも子 （かわかみ ともこ、1970年 - 2011年、 カトリック、 洗礼名は「セシリア」、 声優）
- 川又一英（かわまた かずひで、1944年 - 2004年、正教徒、小説家・美術研究家）
- 川村カオリ（かわむら かおり、1971年 - 2009年、正教徒、歌手）[19]
- 菊田昇（きくた のぼる、1926年 - 1991年、中絶医から回心してキリスト者となり、プロライフ団体小さないのちを守る会で活動）
- 木崎さと子（きざき さとこ、1939年 - 、作家）
- 金須嘉之進（きす よしのしん、1867年 - 1951年、正教徒、演奏家・聖歌指揮者・作曲家）
- 木下尚江（きのした なおえ、1869年 - 1937年、メソジスト、日本基督教団松本教会（当時松本美以教会）、1893年、社会主義者・作家）[20]
- キャット・マクドウェル（きゃっと まくどうぇる、1984年 ‐ 、プロテスタント、シンガーソングライター）
- 木村義雄（きむら よしお、1905年 - 1986年、将棋14世名人)
- 久慈あさみ（くじ あさみ、1922年 - 1996年、正教徒、女優・歌手）
- 久米小百合（くめ さゆり、1958年 - 、プロテスタント、音楽家、歌手、久保田早紀として「異邦人」がヒット）
- 栗野譲（くりの じょう、1980年 - 、プロバスケットボール選手）
- 小泉信三（こいずみ しんぞう、1888年 - 1966年、経済学者・東宮御教育常時参与）[21]
- 小磯良平（こいそ りょうへい、1903年 - 1988年、洋画家）
- 河内桃子（こうち ももこ、1932年 - 1998年、カトリック、女優）
- 河野通勢（こうの みちせい、1895年 - 1950年、正教徒、画家・版画家）
- 小坂忠（こさか ちゅう、1948年 - 2022年 、プロテスタント、音楽家、シンガーソングライター）
- 越川信一（こしかわ しんいち、1961年 - 、プロテスタント、政治家、第18代千葉県銚子市市長、日本基督教団銚子教会会員）
- こじまいづみ（1976年 - 、プロテスタント、歌手・花*花のヴォーカル、日本基督教団高砂教会信徒）[22]
- 後藤健二（ごとう けんじ、1967年 - 2015年、プロテスタント、フリージャーナリスト）
- 小林カツ代（こばやし かつよ、1937年 - 2014年、プロテスタント、料理研究家）
- 小林富次郎（こばやし とみじろう、1852年 - 1910年、プロテスタント、ライオン株式会社創業者）

### さ
- 阪田寛夫（さかた ひろお、1925年 - 2005年、プロテスタント、詩人・作家。童謡「サッちゃん」などを作詞。）
- 嵯峨隆一（さが りゅういち、1928年 -  1955年、声優、ラジオ東京放送劇団員、カトリック[23]）
- 桜木ジェイアール（さくらぎ じぇいあーる、1976年 - 、プロテスタント、プロバスケットボール選手、元男子バスケットボール日本代表）
- 佐藤優（さとう まさる、1960年 - 、プロテスタント、外交官・作家・キリスト教系メディア[24]や創価学会系メディアなど諸媒体に執筆）[25]
- 佐々木満男（ささき みつお、国際弁護士、インターナショナルVIPクラブの主要なスポークスマン）
- 沢田美喜（さわだ みき、1901年 - 1980年、岩崎弥太郎の孫娘、岩崎家の旧邸宅にエリザベス・サンダース・ホームを開設し、混血孤児を助ける）
- 三遊亭らん丈（さんゆうてい らんじょう、1959年 - 、カトリック、落語家）
- 椎名麟三（しいな　りんぞう、1911年 - 1973年、プロテスタント、山陽電鉄車掌を経て作家）
- 志賀真理子（しが まりこ、1969年 - 1989年、女優、アイドル、声優、タレント）
- 篠原泰之進（しのはら   たいのしん、1828年-1911年、新選組隊士、御陵衛士、実業家）
- 下柳剛（しもやなぎ つよし、1968年 - 、カトリック、元プロ野球選手（投手）・野球解説者）
- 子門真人（しもん　まさと、1944年 - 、日本聖公会、元歌手）[26]
- 庄野潤三（しょうの じゅんぞう、1921年 - 2009年、プロテスタント、作家）
- 笑福亭松之助(プロテスタント、落語家)
- 須川長之助（すがわ ちょうのすけ、1842年 - 1925年、正教徒、植物学者カール・ヨハン・マキシモヴィッチの協力者）
- 杉原千畝（すぎはら ちうね、1900年 - 1986年、官僚、外交官、正教徒、ナチスの虐殺からユダヤ人の地上の生命を助けた）
- 鈴木たか（すずき たか、1883年 - 1971年、クエーカー、鈴木貫太郎第42代内閣総理大臣夫人、昭和天皇の幼少期の教育係を務めた）
- 鈴木留蔵（すずき とめぞう、1910年 - 2009年、丸留建設株式会社会長、日本国際ギデオン協会全国会長、基督聖協団習志野教会会員、信徒伝道者、国家晩餐祈祷会を創立）
- 鈴木文治（すずき ぶんじ、1885年 - 1946年、労働運動指導者・友愛会設立者）[18]
- 鈴木雅明 （すずき まさあき、1954年 - 、プロテスタント、指揮者、チェンバロ奏者、バッハ・コレギウム・ジャパン主宰）
- スティーブ・フォックス（1953年-　音楽バンド、ゴダイゴメンバー、牧師）
- 住谷悦治（すみや えつじ、1895年 - 1987年、経済学者、同志社総長）
- 清涼院流水 （せいりょういん りゅうすい、1974年 - 、カトリック、推理作家、英訳者、「The BBB」編集長、TOEIC満点ホルダー、ビジネス書著者、マンガ原作者、自称「大説家」）
- 関義哉（せき よしや、1989年 - 、プロテスタント、新選組リアンリーダー）
- 世良田亮（せらた たすく、1856年 - 1900年、プロテスタント、長老派教会、大日本帝国海軍少将、アナポリス海軍兵学校1881年次卒業）
- 外尾悦郎（そとお えつろう、1953年 - 、カトリック、1991年、彫刻家）[27]
- 曽野綾子（その あやこ、1931年 - 、カトリック、作家・評論家・日本郵政取締役）[28]

### た
- 大工原銀太郎（だいくはら ぎんたろう、1868年 - 1934年、プロテスタント、農芸化学者、九州帝国大学総長、同志社総長）
- 平良愛香（たいら　あいか、1968年、日本基督教団、牧師、男性同性愛者[29]、作曲家[30]、[31]）
- 高木東六（たかぎ とうろく、1904年 - 2006年、正教徒、作曲家）
- 高橋たか子（たかはし たかこ、1932年 - 2013年、カトリック、1975年、作家）[32]
- 高橋ヒロ（たかはし ひろ、1962年 - 、カトリック、テディベアアーティスト（フェアリーチャックル：Fairy Chuckle®）、芸術家、アートプロデューサー、アートディレクター、アートコンシェルジュ©、慈善活動家）
- 高橋ミチ（たかはし みち、1963年 - 、カトリック、テディベアアーティスト（フェアリーチャックル：Fairy Chuckle®）、芸術家、アートプロデューサー、アートディレクター、ソフトスカルプター©、慈善活動家）
- 田口壮（たぐち そう、1969年 - 、元プロ野球選手）
- 竹脇無我（たけわき むが、1944年 - 2011年、日本基督教団、俳優）
- 巽孝之（たつみ たかゆき、1955年 - 、カトリック、慶應義塾大学教授・アメリカ文学者）[33]
- 田中耕太郎（たなか こうたろう、1890年 - 1974年、カトリック、法学者・第2代最高裁判所長官）[21]
- 田中澄江（たなか すみえ、1908年 - 2000年、カトリック、作家・脚本家）[34]
- ダイジロー（1978年 - 、プロテスタント、太神楽曲芸師）
- 竹鶴政孝（たけつる まさたか、1894年 - 1979年、ニッカウヰスキー竹鶴酒造創始者、プロテスタント）
- 竹鶴リタ（たけつる りた、1896年 - 1961年、プロテスタント、ニッカウヰスキー創始者竹鶴政孝の妻、日本に帰化）
- 団藤重光（だんどう しげみつ、1913年 - 2012年、カトリック、刑事法学者、東京大学名誉教授、元最高裁判所判事。2008年、満95歳の誕生日にホセ・ヨンパルト神父より受洗）
- 知念里奈（ちねん りな、1981年 - プロテスタント、女優）
- 珍田捨巳（ちんだ すてみ、1857年 - 1929年、プロテスタント、メソジスト派牧師、外交官、第11代侍従長、枢密顧問官、外務次官）
- 辻岡健象（つじおか けんぞう、1933年 - 、プロライフ団体、小さないのちを守る会創立者）
- 津田梅子（つだ うめこ、1864年 - 1929年、プロテスタント、日本初の女子留学生の一人、教育者、旧女子英學塾・津田塾大学創立者）
- 角田義一（つのだ ぎいち、1937年-2024年、プロテスタント、元参議院副議長、元立憲民主党群馬県連顧問）
- 円谷英二（つぶらや えいじ、1901年 - 1970年、カトリック、映画監督・特殊撮影技術者）[35]
- 露の五郎兵衛（二代目）（つゆのごろべえ、1932年 - 2009年、プロテスタント、落語家）
- 露のききょう（つゆのききょう、1962年 - 、二代目露の五郎兵衛の長女、プロテスタント、女優・落語家）
- つるの剛士（つるの たけし、1975年 - 、カトリック、洗礼名は「アントニオ」、タレント）
- ディーン・フジオカ（Dean Fujioka、本名・藤岡 竜雄（ふじおか たつお）、1980年 -、俳優、ミュージシャン）
- 出門英（でもん ひで、1942年 - 1990年、歌手、作曲家、俳優）
- 土居健郎（どい たけお、1920年 - 2009年、カトリック、精神科医、精神分析家。東京大学名誉教授）
- 東後勝明（とうご かつあき、1938年 - 、英語学者・英語教育学者、早稲田大学名誉教授）
- 藤堂はな（とうどう はな、地下アイドル）
- 富岡幸一郎（とみおか こういちろう、1957年 - 、プロテスタント、日本基督教団教会員、文芸評論家、関東学院大学文学部比較文化学科教授、関東学院大学図書館長、鎌倉文学館館長、日本を愛するキリスト者の会理事）
- 寬仁親王妃信子（ともひとしんのうひ のぶこ、1955年 - 、カトリック、皇族）[21]

### な
- 永井隆（ながい たかし、1908年 - 1951年、カトリック、医学博士）[36]
- 中井木菟麻呂（なかい つぐまろ、1855年 - 1943年、正教徒、漢学者）
- 中村哲（なかむら てつ、1946年 - 2019年、プロテスタント、日本の医師、アフガニスタンにおける医療活動、灌漑事業等）[37]
- 永岡鶴蔵（ながおか つるぞう、1864年 - 1914年、労働運動指導者 Cf. 足尾暴動事件）[18]
- 中村栄助（なかむら えいすけ、1849年 - 1938年、実業家、衆議院議員、同志社社員）
- 南原繁（なんばら しげる、1889年 - 1974年、政治学者・東京帝国大学総長）[21]
- 新島襄（にいじま じょう、1843年 - 1890年、日本人初プロテスタント牧師・宣教師、教育者、同志社大学設立者）
- 新島八重（にいじま やえ、1845年 - 1932年、プロテスタント、教育者、日本人初牧師夫人）[38][39]
- 西尾寿造（にしお としぞう、1881年 - 1960年、陸軍大将、晩年霊南坂教会の会員となる）
- 西沢舜一（にしざわ しゅんいち、1928年 - 2008年、カトリック、文芸評論家、作家、日本共産党文化部長）
- 新渡戸稲造（にとべ いなぞう、1862年 - 1933年、クエーカー、1877年、農学者・教育者、国際連盟事務次長、日本銀行券D五千円札肖像）
- 根本陸夫（ねもと りくお、1926年 - 1999年、正教徒、プロ野球選手（捕手）・プロ野球監督・プロ野球球団経営者・野球解説者）
- 野口英世（のぐち ひでよ、1876年 - 1928年、プロテスタント、細菌学者、日本銀行券E号千円札肖像)
- 昇曙夢（のぼり しょむ、1878年 - 1958年、正教徒、ロシア文学者・故郷奄美群島の復帰運動の指導者の一人）

### は
- VERBAL（ばーばる、1975年 - 、プロテスタント、ラッパー）
- 橋本徹（はしもと とおる、1934年 - 、プロテスタント、元富士銀行会長、日本政策投資銀行社長）
- 長谷川和夫（はせがわ かずお、1929年 - 2021年 、プロテスタント、医学者、精神科医、長谷川式認知症スケール開発者）
- 長谷川町子（はせがわ まちこ、1920年 - 1992年、プロテスタント（無教会派）、サザエさん、意地悪ばあさん等で知られる、日本初の女性プロ漫画家）
- 羽田雄一郎（はた ゆういちろう、1967年 - 2020年、プロテスタント、参議院議員、国土交通大臣、民主党参議院国会対策委員長、同幹事長代行、同参議院幹事長、民進党参議院幹事長、立憲民主党参議院幹事長）
- 波多野精一（はたの せいいち、1877年 - 1950年、哲学者、プロテスタント、早大・京大教授、著「西洋哲学史要」「宗教哲学」「時と永遠」など）
- 波多野鶴吉（はたの つるきち、1858年 - 1917年、郡是製糸（現：グンゼ）の創業者）
- 鳩山一郎（はとやま いちろう、1883年 - 1959年、プロテスタント、第53代内閣総理大臣）[40]
- 羽生理恵（はぶ りえ、1970年 -、カトリック、元歌手・女優、将棋棋士羽生善治の妻）[41]
- 濱尾実（はまお みのる、1925年 - 2006年、カトリック、東宮侍従・評論家）[21]
- 林あまり （はやしあまり、1963年 - 、プロテスタント、歌人、エッセイスト、作詞家、日本基督教団頌栄教会[42]）
- 速水優（はやみ まさる、1925年 - 2009年、プロテスタント、銀行家・第28代日本銀行総裁、日本基督教団阿佐ヶ谷教会会員）
- 原敬（はら たかし、1856年 - 1921年、カトリック、1873年洗礼、第19代内閣総理大臣）[43]
- 一柳満喜子（ひとつやなぎ まきこ、1884年 - 1969年、近江兄弟社で知られるウィリアム・メレル・ヴォーリズの妻、近江兄弟社学園の学園長）
- 日野原重明（ひのはら しげあき、1911年 - 2017年、プロテスタント、聖路加国際病院名誉院長、医師）
- 広岡浅子（ひろおか あさこ、1849年-1919年、プロテスタント、実業家、教育家）
- 福永武彦（ふくなが たけひこ、1918年 - 1979年、小説家、詩人、フランス文学者、1977年、キリスト教朝顔教会にて病床洗礼)
- 藤城清治（ふじしろ せいじ、1924年 - 、プロテスタント、影絵画家）
- 藤田嗣治（ふじた つぐはる、1886年 - 1968年、カトリック、画家・彫刻家）
- 藤田朋子（ふじた ともこ、1965年 - 、プロテスタント、女優）
- 藤村美樹（ふじむら みき、1956年 - 、カトリック、歌手・キャンディーズ）
- 淵田美津雄（ふちだ みつお、1902年 - 1976年、大日本帝国海軍大佐、真珠湾攻撃総隊長、戦後にキリスト教の信徒伝道者となる）
- 古川登志夫（ふるかわ としお、1946年 - 、声優)
- ベアンテ・ボーマン（Berndt Bohman 1951年 - 、福音派、東京交響楽団首席チェリスト）
- 星野英一（ほしの えいいち、1926年 - 2012年、カトリック 、民法学者。東京大学名誉教授）
- 星野富弘（ほしの とみひろ、1946年 - 2024年、詩人・画家）
- 細川知正（ほそかわ のりただ、1941年 - 、日本テレビ放送網取締役最高顧問・元会長および社長）
- 本田路津子（ほんだ るつこ、1949年 - 、プロテスタント、歌手、日本基督教団東中野教会で受洗[44]）

### ま
- 前川清 (まえかわ きよし、1948年 - 、カトリック、演歌歌手、洗礼名は「セバスチャン」）
- 前田多門（まえだ たもん、1884年 - 1962年、クエーカー、政治家・実業家・文筆家。東京通信工業（後のソニー）の初代社長）
- 前田若尾（まえだ わかお、1888年 - 1947年、婦人教育者、平塚裁縫女学校（現:洗足学園音楽大学）創立者）
- 増田ユリヤ（ますだ ゆりや、1964年 - 、正教会、明治学院高等学校非常勤講師、NHKラジオ・テレビリポーター、ジャーナリスト、YouTuber、著作家）
- 松尾浩也（まつお こうや、1928年 - 2017年、プロテスタント、法学者）
- 松本准平 (まつもと じゅんぺい、1984年 - 、カトリック、映画監督）
- マリア小路里美（まりあ しょうじ さとみ、カトリック、ピアニスト、コンサートプロデューサー）
- 三浦綾子（みうら あやこ、1922年 - 1999年、プロテスタント、1952年受洗、日本基督教団所属、文学者）
- 三浦朱門（みうら しゅもん、1926年 - 2017年、カトリック、作家・第7代文化庁長官）[17]
- 三木露風（みき ろふう、1889年 - 1964年、カトリック、詩人・作家）[45]
- 三木忠直（みき ただなお、1909年 - 2005年、プロテスタント、元海軍少佐、海軍の技術将校として特攻兵器の桜花などを開発、戦後は新幹線の設計を行った。)[46]
- 宮城まり子（みやぎ まりこ、本名：本目 眞理子（ほんめ まりこ）、1927年 - 2020年、プロテスタント、歌手・女優・映画監督・ねむの木学園福祉事業家）
- 水崎基一（みずさき もといち、1871年 - 1937年、プロテスタント、経済学者、教育者）
- 三谷隆信（みたに たかのぶ、1892年 - 1985年、官僚、外交官、教育者、第16代侍従長）
- 湊晶子（みなと あきこ、1932年 - 、5代目のキリスト者、朝顔キリスト教会員、東京女子大学学長）
- 南沙織（みなみ さおり、1954年 - 、カトリック、元アイドル歌手）
- みぶ真也（みぶ しんや、1957年-、カトリック、俳優）
- 村岡花子（むらおか はなこ、1893年 - 1968年、プロテスタント、翻訳家、児童文学者）
- 村田諒太 （むらた りょうた、1986年-、プロテスタント、元プロボクサー、 ロンドンオリンピックミドル級金メダリスト、元WBA世界ミドル級スーパー王者）
- 村松英子（むらまつ えいこ、1938年 - 、カトリック、女優・詩人）
- 本島等（もとしま ひとし、1932年 - 2014年、カトリック、元長崎市長）
- 森有礼（もり ありのり、1847年 - 1889年、プロテスタント、政治家、外交官、思想家、教育者、初代文部大臣）
- 森祐理（もり ゆり、プロテスタント、ゴスペルシンガー）
- 森田順平（もりた じゅんぺい、1954年 - 、カトリック、俳優・声優）
- 森永太一郎（もりなが たいちろう、1865年 - 1937年、プロテスタント、森永製菓創始者、晩年はキリスト教伝道者）
- 守部喜雅（もりべ よしまさ、1940年 - 、プロテスタント、ジャーナリスト、作家、日本基督教団新宿西教会会員）
- 森本春子（もりもと はるこ、1929年 - 、プロテスタント、山谷のホームレス・下層民を救済したことで知られる、「山谷の母」と呼ばれた）

### や
- 八木重吉（やぎ　じゅうきち、1898年 - 1927年 、プロテスタント、英語教諭・詩人）
- 矢嵜風花（やざき ふうか、1987年 - 、プロテスタント、ゴスペルシンガー・シンガーソングライター）
- 矢代静一（やしろ せいいち、1927年 - 1998年、カトリック、劇作家・脚本家）
- 矢内原忠雄 (やないはら ただお、1893年 - 1961年、経済学者・植民政策学者。東京大学総長)
- 山田五郎（やまだ ごろう、1958年 - 、カトリック、評論家・編集者・タレント・コラムニスト・YouTuber）
- 山谷えり子（やまたに えりこ、1950年 - 、カトリック、元衆議院議員、参議院議員、元国家公安委員会委員長）
- 山本信次郎（やまもと しんじろう 、1877年 - 1942年、カトリック、大日本帝国海軍少将）
- 山本太郎（やまもと たろう 、1974年 - 、カトリック、元俳優、参議院議員、元衆議院議員、れいわ新選組代表）
- 山本容子（やまもと ようこ、1952年 - 、カトリック、銅版画家）
- 柳美里（ゆう みり 1968年 - 、カトリック、小説家）[47]
- 結城浩（ゆうき ひろし、1963年 - 、プロテスタント、プログラマ・作家）
- 横田早紀江（よこた さきえ、1936年 - 、プロテスタント、日本福音キリスト教会連合中野島キリスト教会所属[48]、北朝鮮による拉致被害者横田めぐみの母）
- 与謝野馨（よさの かおる、1938年 - 2017年、カトリック、第121代文部大臣・第11代財務大臣など歴任）[49]
- 吉田茂（よしだしげる、1878年 - 1967年、カトリック、第45代及び第48～51代内閣総理大臣、濱尾文郎から臨終洗礼を受ける。）
- 吉野作造（よしの さくぞう、1878年 - 1933年、プロテスタント、政治学者、大正デモクラシーのオピニオンリーダー）

### ら
- ラルフ鈴木（1974年 - 、日本テレビアナウンサー、「ラルフ」は洗礼名）
- ロザンナ・ザンボン（1950年 - 、カトリック、歌手・タレント、夫婦デュオ「ヒデとロザンナ」）

### わ
- 鷲巣繁男（わしす しげお、1915年 - 1982年、正教徒、詩人）
- 渡部敬直（わたなべ ひろなお、1943年 - 、福音派、岩手靖国違憲訴訟原告、牧師）
- 渡辺和子（わたなべ かずこ、1927年 - 2016年、元ノートルダム清心学園理事長、カトリック修道女、作家)[50]
- 鰐淵晴子（わにぶち はるこ、1945年 -  、カトリック、女優・歌手）